# Loisy (Meurthe-et-Moselle)
Loisy ist eine französische Gemeinde mit 323 Einwohnern (Stand 1. Januar 2022) im Département Meurthe-et-Moselle in der Region Grand Est (vor 2016 Lothringen). Sie gehört zum Arrondissement Nancy und zum Kanton Pont-à-Mousson. 

## Geografie
Loisy liegt etwa 23 Kilometer nordnordwestlich von Nancy an der Mosel. Umgeben wird Loisy von den Nachbargemeinden Atton im Norden, Sainte-Geneviève im Osten, Bezaumont im Süden, Dieulouard im Südwesten sowie Blénod-lès-Pont-à-Mousson im Westen und Nordwesten. Auf dem Gemeindegebiet von Loisy befinden sich zwei Autobahn-Raststätten an der Autoroute A31.

## Bevölkerungsentwicklung
| Jahr                       | 1962 | 1968 | 1975 | 1982 | 1990 | 1999 | 2006 | 2019 |
| Einwohner                  | 270  | 305  | 311  | 328  | 367  | 339  | 330  | 324  |
| Quellen: Cassini und INSEE |      |      |      |      |      |      |      |      |

## Sehenswürdigkeiten
- Kirche Saint-Pierre aus dem 19. Jahrhundert
- 1944 zerstörte Kapelle Saint-Firmin

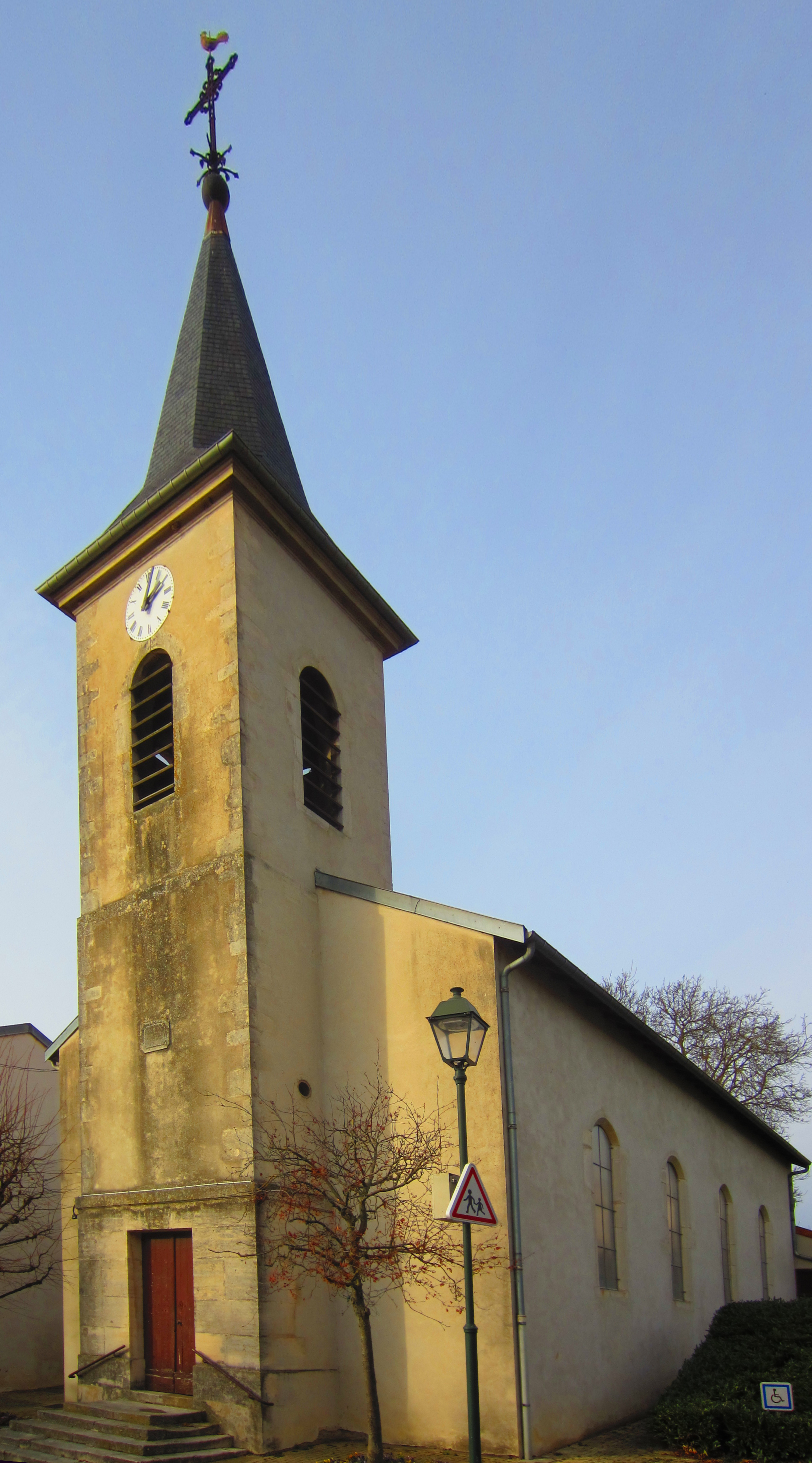
Kirche Saint-Pierre